# 景章
景章（1558年—？年），字達卿，號雲河，四川敘州府富順縣人，民籍。明朝政治人物。同進士出身。

## 生平
戊午年二月二十九日生，行三，治《詩經》，由學生中式萬曆四年（1576年）丙子科四川鄉試第七十名舉人，年二十九歲中式萬曆十四年（1586年）丙戌科會試一百二十五名，第三甲第一百八十三名進士。刑部觀政，本年十二月授陕西城固縣知縣，十七年調繁本省安化知縣，卒。

## 家族
曾祖景沖祖；祖景旦，庠生；父景二陽，知縣；母楊氏。具慶下，妻熊氏，兄高言（庠生）；商；交（庠生）；兗；亮；玄；襄（省祭官），弟雍（庠生）；袞（庠生）；裒；彥；袠。